# Calum MacDonald (homme politique)
Calum Alistair MacDonald ((en gaélique écossais : Calum Alasdair Dòmhnallach)  né le 7 mai 1956) est un homme politique britannique, député travailliste des îles de l'Ouest de 1987 jusqu'à ce qu'il soit battu par Angus MacNeil du Parti national écossais aux élections générales de 2005.

## Jeunesse
Il est né le 7 mai 1956 et grandit sur l'île de Lewis. Formé à la Bayble School de Point, Outer Hebrides et au Nicolson Institute, Stornoway, il obtient ensuite son diplôme de l'Université d'Édimbourg avec une maîtrise en histoire et politique.
Au cours des années 1980, MacDonald est professeur à l'Université de Californie à Los Angeles (UCLA) pendant trois ans, où il obtient également son doctorat en philosophie politique. Il retourne au Royaume-Uni pour aider dans l'entreprise familiale d'accessoires de cuisine et de salle de bain.
Ses intérêts politiques sont variés. Il publie des articles (The Independent, The Daily Telegraph, le Glasgow Herald et le New Statesman) comprend des articles sur l'Irlande du Nord, les Balkans, la Russie, les liens entre travaillistes et libéraux-démocrates, la Réforme du vote, le débat sur l'article IV, etc. Il est l'un des premiers défenseurs de la coopération européenne en matière de défense, dans « A New Model Army » (Fabian Discussion Paper, 1991) et « European Security at the Crossroads » (in B Crawford et P Schulze, Ed, European Dilemmas after Maastricht, Center pour les études allemandes et européennes UC Berkeley, 1993).
En 1990, il cofonde le Future of Europe Trust, qui sert de forum aux jeunes personnalités politiques d'Europe de l'Est et de l'Ouest pour faire avancer leurs points de vue sur l'Europe. Entre 1988 et 1992, il siège au Comité spécial de la Chambre des communes sur l'agriculture. En 1991, il pilote son propre projet de loi d'initiative parlementaire à la Chambre des communes, le Crofter Forestry Act, qui conduit à la plantation de forêts mixtes par les communautés de crofters dans les Highlands et les îles.
Entre 1991 et 1995, il est l'un des principaux militants de l'intervention militaire occidentale dans l'ex-Yougoslavie et un critique persistant de la politique du gouvernement de l'époque.

## Carrière parlementaire
En mai 1997, il est nommé secrétaire parlementaire privé du secrétaire d'État pour l'Écosse.
Entre décembre 1997 et juillet 1999, il est ministre du Logement, de la Planification et des Affaires européennes au Scottish Office. Entre juillet 1998 et juillet 1999, il a des responsabilités supplémentaires pour le transport, les Highlands and Islands et le gaélique. En sa qualité de ministre du gaélique, il donne en 1998 la conférence Sabhal Mòr.
Europhile, MacDonald est l'un des cinq seuls députés travaillistes à voter pour la troisième lecture du traité de Maastricht en 1993, défiant ainsi son parti, qui a décidé de s'abstenir .
MacDonald est un ancien président de la Fabian Society, le principal groupe de réflexion du Parti travailliste. Il est membre honoraire du Centre économique et financier européen.
MacDonald vote avec le gouvernement conservateur de l'époque en faveur de l'application du traité de Maastricht (traité sur l'Union européenne) dans le droit britannique.

## Après le parlement
Le 1er avril 2006, il est nommé commissaire non exécutif pour l'Écosse à la Commission des forêts pour un mandat de trois ans .